# Procambarus texanus
Procambarus texanus là một loài tôm sông trong họ Cambaridae. Nó là loài duy nhất được tìm thấy ở trại ươm cá giống gần Smithville, Quận Bastrop, Texas. và được xếp vào nhóm thiếu dữ liệu theo IUCN.